# Partido Comunista Ghadar de India
El Partido Comunista Ghadar de la India (PCGI) es un partido político de extrema izquierda indio que está comprometido con una revolución en la República de la India basada en el Marxismo-leninismo.

## Historia
El partido fue fundado el 25 de diciembre de 1980, como continuación del Partido Hindustani Ghadar - Organización de Marxistas-Leninistas Indios en el Extranjero fundada en Canadá en 1970. El grupo había establecido una presencia en Punyab durante la década de 1970. Inicialmente, el grupo se identificó con el movimiento naxalita en India, especialmente en Punyab. Sin embargo, a fines de la década de 1970, el grupo rechazó la Teoría de los Tres Mundos y se puso del lado de Albania en la división sino-albanesa. El nombre del partido fue inspirado por el basado americano Partido Ghadar, formada por los revolucionarios de la India en el año 1900. Ghadar significa revuelta, una abreviatura narrativa que se refiere a la Revuelta India. 
El partido se opuso a las políticas del Partido Comunista de la India (PCI) y del Partido Comunista de la India (marxista) (PCI (M)) en ese momento, que según el PCGI habían adoptado una política de parlamentarismo y apoyo a la Unión Soviética y los Naxalbari estaban fragmentados. El partido también adoptó una política de oposición a la "opresión nacional", particularmente en Punjab, Cachemira y Manipur, y rechazó la defensa del estado centralizado de India. 
En diciembre de 1990 celebraron su primer congreso donde reflexionaron sobre el colapso de la Unión Soviética, declarando "somos nuestros propios modelos". Llegaron a la conclusión de que "son los trabajadores y campesinos, mujeres y jóvenes, organizados en sus colectivos, quienes deben gobernar". Reconocieron al movimiento comunista como uno y rechazaron la socialdemocracia como un compromiso entre la reacción derechista y la revolución y rechazaron el apoyo al partido del Congreso Nacional Indio contra el Partido Popular Indio (PPI). 
El Segundo Congreso se celebró en 1999 y el Tercer Congreso en enero de 2005. En esta última, se adoptó la Constitución del Partido Comunista Ghadar de la India. El Cuarto Congreso se celebró en octubre de 2010. El 25 de diciembre de 2010 se celebró el 30 aniversario de la fundación del Partido. 

## Ideología y teoría
El trabajo de PCGI se basa en el pensamiento teórico del marxismo-leninismo y se guía por el pensamiento marxista-leninista contemporáneo. El pensamiento marxista-leninista contemporáneo es el resumen, tomado en forma general, de la experiencia de la aplicación del marxismo-leninismo a las condiciones de la revolución socialista y la construcción socialista, a la lucha contra el revisionismo moderno y contra la restauración capitalista, contra el fascismo, el militarismo, imperialismo y medievalismo. No es la forma final del marxismo-leninismo bajo la economía, el empoderamiento de las personas y la renovación democrática de la India.
El principio adoptado en el Primer Congreso de que "somos nuestros propios modelos", emulemos lo mejor que hemos creado. 
"Somos sus maestros!" - El Programa adoptado por el Segundo Congreso del Partido Comunista Ghadar de India en octubre de 1998 se caracterizó por el lema: "Hum hain Iske Malik! Hum hain Hindostan! ¡Mazdoor, Kisan, Aurat aur Jawan! ", Que significa:" Trabajadores, campesinos, mujeres y jóvenes. ¡Constituimos la India! ¡Somos sus maestros!"
De su documento del 3.º congreso dice: El desafío es permitir que la clase trabajadora emerja como una fuerza unida que forje un frente poderoso con los campesinos y todos los oprimidos. El desafío es organizar y liderar este frente para arrebatar el poder político de las manos de la minoría explotadora y conferirlo a las personas. Los trabajadores, campesinos, mujeres y jóvenes de todas las naciones, nacionalidades y pueblos tribales que constituyen la India deben estar habilitados y organizados para establecer la agenda de la nueva sociedad. Titulado: Hacia el Régimen de los Trabajadores y Campesinos y una Unión India Voluntaria. 

### "Hacia el Régimen de los Trabajadores y Campesinos y una Unión India Voluntaria"
En su investigación, PCGI declara en su documento del 3.º congreso: - India está buscando un lugar en la mesa alta privilegiada, para dividir el mundo. La gran burguesía india, en pos de los objetivos imperialistas, busca una colaboración más estrecha con el imperialismo estadounidense, así como con la Unión Europea y Rusia. China es vista como un gran competidor, mientras que también podría ser un colaborador potencial. La burguesía india está coludiendo y luchando con otras potencias imperialistas, buscando expandir su propia esfera de influencia en el mundo, especialmente en Asia central y sudoriental. El imperialismo, la etapa más alta del capitalismo, está cada vez más expuesto como un sistema que no puede prolongar su vida sin llover muerte y destrucción a una escala colosal. Está siendo expuesto como un sistema que es incapaz de sostenerse sin militarización y guerras de conquista, sin intensificar el grado de explotación y miseria de la gente trabajadora, y sin destruir naciones y continentes enteros. La globalización capitalista, a través de la liberalización, la privatización y la estabilización fiscal, ha sido expuesta como nada más que el robo desenfrenado y el saqueo de las naciones y los pueblos del mundo en interés de los monopolios y oligarcas financieros de algunas potencias grandes y emergentes. 
"Dentro de las democracias capitalistas, los regímenes en el poder muestran abiertamente su desprecio por el bienestar y los derechos de la clase obrera y los pueblos. Se están revelando abiertamente como las herramientas del capital financiero y de los monopolios capitalistas más grandes y agresivos. El proceso político de la democracia burguesa, en sus formas parlamentarias y presidenciales, está expuesto como un proceso diseñado para concentrar el poder político en cada vez menos manos, con exclusión de la gran mayoría de las personas. Cada vez más personas protestan por esta exclusión del poder. Están protestando por el hecho de que no tienen voz, excepto para votar una vez cada pocos años para legitimar el gobierno de uno u otro partido o coalición de la burguesía. "Los tiempos llaman a todos los comunistas indios a redoblar sus esfuerzos para forjar la unidad política de la clase obrera, el campesinado, la intelectualidad, las naciones y nacionalidades oprimidas, los pueblos tribales, los dalits, las mujeres y los jóvenes. Esa unidad política puede y debe forjarse sobre la base de una oposición intransigente a la burguesía y su programa antisocial; y para la realización del programa para el Navnirman de India. Este es un programa para sacar a la India del sistema imperialista mundial haciendo una ruptura limpia con el legado colonial en términos económicos y políticos. Es un programa para establecer la regla de los trabajadores y campesinos, y una Unión India voluntaria, con la economía orientada a satisfacer las necesidades de los trabajadores y cultivadores. El Partido Comunista Ghadar de la India, como contingente del movimiento comunista internacional, se dedica a adoptar tácticas que allanarán el camino para la derrota de la burguesía y los que se concilian con ella, y aseguran la victoria del programa para el Navnirman de India."

### Sobre el desarrollo de la teoría
Señaló la necesidad de que la clase trabajadora impugne las ideas eurocéntricas pasadas de moda, así como la representación burguesa reaccionaria del pensamiento indio, a fin de desarrollar la teoría de la revolución india. También señaló que las semillas de la revolución existen dentro de las condiciones existentes de crisis perpetua y la teoría revolucionaria debe iluminar la forma de nutrir esas semillas para abrir el camino hacia la revolución y el progreso social. El punto de partida de todo trabajo teórico es el estudio de los hechos y fenómenos que se revelan. La teoría revolucionaria debe ayudar a analizar la lucha de clases dentro de las condiciones actuales. 
- ...destinado a exponer y derrotar las mentiras, ilusiones y diversiones que la burguesía está lanzando a la clase trabajadora y otras masas descontentas de la gente. Debe librarse contra el enemigo dentro del movimiento comunista, es decir, aquellos que actúan como los canales de difusión de las ilusiones burguesas entre los trabajadores y los campesinos.
- ...contra la noción de que algún genio individual o grupo de expertos puede desarrollar teoría y liderar la lucha ideológica. La lucha contra esta "línea experta" se ha librado concretamente al involucrar a más y más camaradas en el trabajo teórico e ideológico. El Comité Central ha hecho un esfuerzo consciente para crear un entorno propicio para una participación cada vez más amplia en este trabajo. Esto ha contribuido en gran medida al fortalecimiento del trabajo de desarrollo de la teoría. Además de enriquecer la línea, este trabajo ha ayudado a elevar el nivel ideopolítico de todos los miembros de la época.
- ...han reunido a un gran número de camaradas para pasar largos períodos de tiempo en trabajos de investigación concentrados y tratamiento teórico de temas seleccionados.
- ...el enfoque del trabajo teórico e ideológico, como en el caso de todos los demás trabajos probados en el tiempo, ha sido confiar en el principio del liderazgo colectivo y la responsabilidad individual.
- ...libró una lucha severa en el curso de la realización del trabajo teórico e ideológico, en defensa del método científico y la implementación de las decisiones acordadas del colectivo. El método científico consiste en comenzar a partir de los hechos y analizar el problema tal como se presenta hoy, basado en el estudio de los documentos del Partido y los clásicos marxistas-leninistas. Se ha librado una lucha constante contra la tendencia a comenzar a escribir sin estudiar los hechos o los documentos básicos del Partido y los clásicos.
- ...adoptó el programa inmediato de Navnirman (reconstrucción, para construir de nuevo, una renovación completa), destinado a convertir a los trabajadores y cultivadores en los dueños de la India.
- ...han dejado al descubierto las leyes del capitalismo, ya que operan en la etapa actual del capitalismo monopolista y el imperialismo. Hemos investigado y expuesto el contenido del programa de privatización y liberalización y la llamada guerra contra el terrorismo. Hemos elaborado aún más las consideraciones teóricas subyacentes al Programa que hemos adoptado. Todo este trabajo ha contribuido a desarrollar el contenido de la lucha de la clase trabajadora contra este programa antisocial. Ha contribuido al desarrollo de los llamados programáticos de las organizaciones de masas del campesinado, de la juventud y de todos los oprimidos.[7]

Otras áreas incluyen: 
- En lucha contra la ofensiva antisocial
- Lucha unida de la clase obrera
- Alianza trabajador-campesino
- Contra la guerra imperialista, el terrorismo de Estado y la violencia comunitaria
- Crear organizaciones para empoderar a las grandes masas de personas
- Trabajo entre los jóvenes
- Trabajar por la restauración de la unidad de todos los comunistas

Fuente:

## Publicaciones
- Mazdoor Ekta Lehar (MEL) (formalmente conocido como "People's Voice" en su versión en inglés ("Voz del Pueblo", en español) es el órgano del Comité Central del Partido Comunista Ghadar de India (PCGI). MEL es tanto un boletín de noticias como un boletín de Internet, que sirve como vehículo impreso y transmisión electrónica para la difusión de información para armar a la fuerza activa de vanguardia de los comunistas, activistas, periodistas y otras partes interesadas de la India.

El partido publica Mazdoor Ekta Lehar en: 
- Inglés (anteriormente conocido como People's Voice - PV)
- Hindi
- Punyabi
- Tamil

Otras publicaciones incluyen:
- ¿Qué tipo de partido? (1993)
- A donde India (1996)
- Romper las Barreras a la Unidad
- 2.º Congreso: Programa del Partido (1998)
- 2.º Congreso: Preparándose para las tormentas venideras (1999)
- Renovación de la India, Llamada del Nuevo Siglo (1999)
- ¡Solo el Comunismo Puede Salvar a la India! (2001)
- ¡La Crisis del Capitalismo y el curso peligroso del Estado Indio apuntan a la urgencia de que los comunistas se preparen para la revolución proletaria! (2002)
- 3.º Congreso: Hacia el Gobierno de los Trabajadores y Campesinos y una Unión India voluntaria (2005)

Fuente: